# Johan von Bonsdorff
Johan Henrik von Bonsdorff, född 4 juni 1940 i Borgå, Finland, död 8 mars 2002 i Ekenäs, var en finlandssvensk journalist och skriftställare.

## Biografi
Johan von Bonsdorff studerade efter studentexamen vid Helsingfors universitet och tog där en pol mag
Han var utrikesredaktör vid Nya Pressen 1964–68, redaktionschef vid Rundradions Aktuellt-redaktion 1974–76, chefredaktör för Folktidningen Ny Tid 1977–1985 och frilansjournalist och fri skriftställare 1985–2002.
Johan von Bonsdorff medverkade i grundandet av tidskriften TRICONT och var en av ledarna för ockupationen av Gamla Studenthuset i Helsingfors den 25 november 1968. Under 1970- och 1980-talen var han partipolitiskt aktiv inom Demokratiska förbundet för Finlands folk (DFFF); åren 1977–1980 var han också medlem av stadsfullmäktige i Helsingfors (suppleant 1981–84). År 2001 deltog han i grundandet av Finlands ATTAC. I JvB:s rika publicistiska produktion ingår artiklar och böcker på svenska och finska från resor i Asien, Afrika och Latinamerika samt USA och Europa.